# Guardia Bianca (Finlandia)

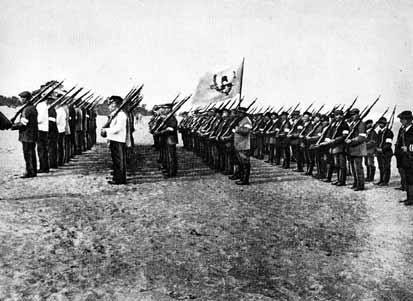
Soldati bianchi nel 1917

La Guardia Bianca era una milizia finlandese che a partire dal 15 gennaio 1918 ha contrastato il governo bolscevico e la Guardia Rossa sfociando nella guerra civile finlandese in alleanza con la Germania nell'ambito della più vasta guerra civile russa. La Guardia Bianca uscì alla fine vittoriosa il 16 maggio dello stesso anno e la Finlandia divenne uno Stato indipendente. Successivamente, il 14 ottobre 1930, ex appartenenti alla Guardia Bianca hanno partecipato ad un fallito tentativo di colpo di Stato assieme al Movimento di Lapua, chiamato ribellione di Mäntsälä.

## Il contesto storico
Durante i primi anni del XX secolo la Russia aveva concentrato i suoi sforzi per ottenere l'abolizione della autonomia politica della Finlandia a favore di una sua russificazione. Questa politica tuttavia creò un vasto malcontento nella popolazione finlandese, che si manifestò in un vasto sciopero generale tenutosi nel 1905, approfittando anche del forte indebolimento della Russia a seguito della sconfitta nella guerra russo-giapponese. A seguito dell'acuirsi della agitazioni, la popolazione si ribellò contro le forze di polizia, considerate assoggettate all'Impero Russo, che vennero del tutto smantellate e sostituite con corpi di polizia, spesso disarmati, organizzatisi spontaneamente all'interno della cittadinanza locale, grazie anche al grande contributo logistico ed organizzativo del Partito Socialdemocratico Finlandese.
Inizialmente queste nuove forze di polizia rappresentarono l'unione di tutte le forze politiche che avevano partecipato all'insurrezione, ma successivamente, a partire dal 1906, iniziarono a crearsi dei gruppi rappresentativi di ogni singolo partito e in forte contrasto con gli altri; soprattutto nei grandi centri urbani. Il primo confronto violento tra le Guardie Bianche e Guardie Rosse avvenne nel luglio del 1906 ad Helsinki, ma dopo il ripristino dell'autonomia politica della Finlandia, le fazioni facenti capo ai social-democratici moderati e alle forze politiche costituzionali ritirarono le proprie forze dalle attività prettamente militari e d'ordine pubblico. Il ritorno alla legittimità del potere politico finlandese non indusse tuttavia la Guardia Rossa a ritirarsi dalla lotta contro la Russia Imperiale, nonostante un preciso ordine da parte dei loro leader politici. Esempio di questa resistenza fu la rivolta nella fortezza di Viapori al fianco dei rivoluzionari russi, che venne sedata brutalmente dall'esercito imperiale russo.
La Rivoluzione d'Ottobre sancì nel 1917 la fine del dominio politico e militare dell'Impero Russo in Finlandia. Ancora una volta le forze militari e di polizia fedeli all'Impero vennero costrette a sciogliersi e nell'estate di quell'anno si organizzarono numerosi gruppi paramilitari con la funzione di garantire la legge e l'ordine. Sebbene questi corpi paramilitari fossero sorti al di fuori del dibattito politico sul futuro della Finlandia, ben presto in autunno gran parte di esse si schierarono in due grandi movimenti, ovvero quello della Guardia Rossa e quello della Guardia Bianca, il cui primo sforzo iniziale fu ottenere quanti più uomini e armamenti possibili per fronteggiare la fazione rivale. Mentre la Guardia Rossa ricevette armi e sovvenzionamenti dalle forze rivoluzionarie della vicina Russia, i Bianchi vennero appoggiati dalla Svezia e dalla Germania.

## La Guardia Bianca durante la guerra civile
A seguito della dichiarazione d'indipendenza proclamata il 6 dicembre 1917 dal Parlamento e dal Presidente del Governo Provvisorio, il nazionalista Pehr Evind Svinhufvud, il nuovo governo dei Bianchi dovette fronteggiare un immediato ed incalzante problema, ovvero ottenere un effettivo controllo sul territorio finlandese e la conseguente eliminazione del pericolo rappresentato dalla Guardia Rossa e dai 42.500 soldati appartenenti all'Esercito imperiale russo, che andavano progressivamente ad ingrossare le file della Guardia Rossa.
La questione della sicurezza nazionale del nuovo stato finlandese venne ampiamente dibattuta nel Parlamento e la maggioranza non social-democratica conferì il 13 gennaio 1918 al Gabinetto finlandese di istituire ufficialmente un nuovo corpo di polizia attingendo soprattutto dalle file della Guardia Bianca. Lo stesso Gabinetto diede al generale Carl Gustaf Emil Mannerheim l'incarico di formare un nuovo esercito nazionale composto quasi unicamente dalla milizia della Guardia Bianca. Le ostilità tra la nuova forza militare e la Guardia Rossa esplosero  quasi subito nella Karelia settentrionale per il controllo delle linee ferroviarie dirette a San Pietroburgo. Nella notte tra il 27 ed il 28 gennaio 1918 le truppe della Guardia Bianca iniziarono un'offensiva per disarmare le guarnigioni rosse nella regione della Ostrobotnia e per tutta risposta i socialisti finlandesi dichiararono la istituzione ad Helsinki della Repubblica Socialista Finlandese dei Lavoratori (in finlandese Suomen sosialistinen työväentasavalta) facendo così sfociare gli eventi nella Guerra civile finlandese.
Sebbene nessuna delle due forze in campo avesse un sufficiente addestramento e un adeguato apparato militare, da questo punto di vista la Guardia Bianca godeva di un leggero vantaggio grazie all'appoggio tattico degli Jäger finlandesi, un piccolo esercito di volontari finlandesi addestrati in Germania dal maggiore Maximilian Bayer durante la prima guerra mondiale per combattere l'esercito imperiale russo. Forte di circa 2.000 uomini, questo corpo addestrato in Germania sin dal 1915 costituì il nocciolo degli ufficiali e degli istruttori del nuovo esercito nazionale finlandese. In aggiunta ad essi occorre considerare un contingente di circa 1.200 unità di volontari provenienti dalla Svezia e un cospicuo numero di ufficiali appartenenti all'ex esercito imperiale russo e tornati in patria per servire nel nuovo esercito nazionale finlandese.